# Efringen-Kirchen
Efringen-Kirchen (în alemanică Efrige-Chilche) este o comună din landul Baden-Württemberg, Germania.

## Istorie
Efringen, Kirchen, și restul satelor lor încorporate au schimbat mâini de mai multe ori între casele nobiliare locale. La început au ținut de Abația Sfântului Gheorghe, aflată mai în est. În 1431 acestea au fost vândute în favoarea casei de Reichenstein, înainte de a fi vândute din nou casei de Hachberg-Sausenberg, de unde vor ajunge prin moștenire Marcăi de Baden. Blansingen și Egringen au fost vândut direct casei de Hacheberg-Sausenberg în 1464, iar Kleinkems celei de Rötteln. Huttingen deja aparținea casei de Baden, dar au fost nevoiți să li-l ofere Principatului de Basel, înainte de a-l recupera în 1803. Istein și Mappach aparțineau deja Principatului, suferind aceiași soartă în 1803. Welmingen se pare că aparținea inițial de casei de Waldeck, înainte de a fi donate în 1113 Mănăstirii Sfântului Blasiu. Wintersweiler a trecut de la Abația Sfântului Gall la casa de Rötteln, la cea de Hacheberg-Sausenburg, la cea de Baden. 